# Watoosh!
Watoosh è un album della band Pop punk canadese Billy Talent (l'album è stato pubblicato quando il gruppo si chiamava ancora "Pezz"), pubblicato nel 1999 in modo indipendente.

## Tracce
1. M & M - 4:16
2. Fairytale - 4:21
3. Nita - 4:51
4. Mother's Native Instrument - 4:56
5. Bird In The Basement - 3:44
6. Recap - 3:40
7. When I Was A Little Girl - 2:05
8. Warmth Of Windows - 3:03
9. Square Root Of Me - 3:57
10. Absorbed - 5:22
11. Silence - 0:33
12. New Orleans Is Sinking - 1:15 (dei The Tragically Hip)

## Formazione
- Benjamin Kowalewicz - voce
- Ian D'Sa - chitarra e voce
- Jon Gallant - basso e voce
- Aaron Solowoniuk - batteria